# Shan Tsutsui

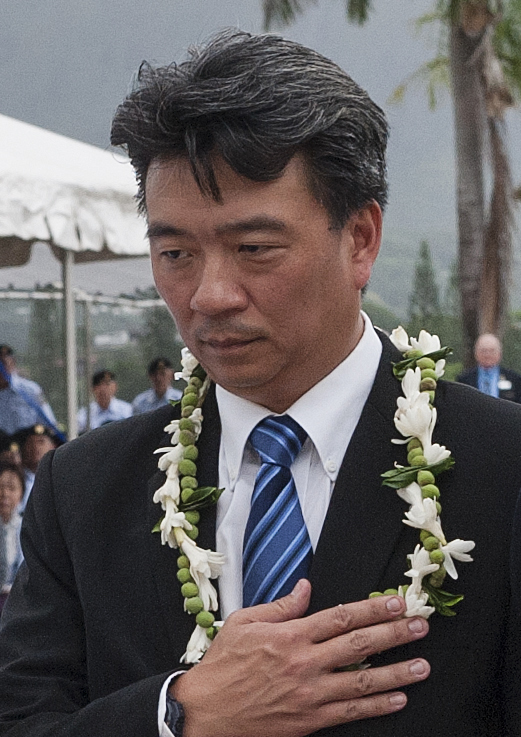
Shan Tsutsui, 2015

Shan S. Tsutsui (* 9. August 1971 in Wailuku, Hawaii) ist ein US-amerikanischer Politiker (Demokratische Partei). Von 2012 bis 2018 war er Vizegouverneur des Bundesstaates Hawaii.

## Werdegang
Im Jahr 1989 absolvierte Shan Tsutsui die Maui High School. Danach studierte er bis 1994 an der University of Hawaiʻi at Mānoa. Politisch wurde er Mitglied der Demokratischen Partei. Zwischen 2003 und 2012 gehörte er dem Senat von Hawaii an, dessen Präsident er seit 2010 war. Privat arbeitet er als Berater einer Versicherungsgesellschaft.
Als im Jahr 2012 der bisherige Vizegouverneur Brian Schatz für den verstorbenen Daniel Inouye in den US-Senat aufrückte, wurde Tsutsui als Vorsitzender des Staatssenats verfassungsgemäß neuer Vizegouverneur von Hawaii. Dieses Amt bekleidet er ab dem 27. Dezember 2012. Dabei ist er Stellvertreter von Gouverneur Neil Abercrombie. Obwohl Gouverneur Abercrombie im Vorfeld der Gouverneurswahl die Nominierung seiner Partei verpasste und gegen den Staatssenator David Ige ersetzt wurde, wird Tsutsui auch unter ihm als Vizegouverneur amtieren. An Iges Seite wurde er im November 2014 für komplette vier Jahre gewählt. Am 1. Dezember dieses Jahres trat er eine komplette vierjährige Amtszeit als Vizegouverneur des neuen Gouverneurs David Ige an.
2018 verzichtete er auf eine erneute Kandidatur für das Amt des Vizegouverneurs. Am 31. Januar desselben Jahres trat er vorzeitig von seinem Amt zurück und wurde in der Privatwirtschaft tätig.
Shan Tsutsui ist verheiratet und Vater von drei Kindern.